# 9499 Excalibur
A 9499 Excalibur (ideiglenes jelöléssel 1269 T-2) a Naprendszer kisbolygóövében található aszteroida. Cornelis Johannes van Houten, Ingrid van Houten-Groeneveld és Tom Gehrels fedezte fel 1973. szeptember 29-én.